# Orusts landsfiskalsdistrikt
Orusts landsfiskalsdistrikt var 1941–1964 ett landsfiskalsdistrikt i Göteborgs och Bohus län, bildat när Sveriges nya indelning i landsfiskalsdistrikt trädde i kraft den 1 oktober 1941, enligt kungörelsen den 28 juni 1941. Detta distrikt bildades genom sammanslagning av Orusts västra landsfiskalsdistrikt och Orusts östra landsfiskalsdistrikt som hade bildats den 1 januari 1918 när Sveriges första indelning i landsfiskalsdistrikt trädde i kraft. Den 1 januari 1965 avskaffades i Sverige samtliga landsfiskaler och landsfiskalsdistrikt, och deras arbetsuppgifter delades upp på de nyskapade indelningarna polisdistrikt, åklagardistrikt och kronofogdedistrikt.
Landsfiskalsdistriktet låg under länsstyrelsen i Göteborgs och Bohus län.

## Ingående områden
Kommunerna Fiskebäckskil, Grundsund, Gullholmen, Käringön, Mollösund, Morlanda, Skaftö och Tegneby hade tidigare tillhört Orusts västra landsfiskalsdistrikt och kommunerna Röra, Långelanda, Myckleby, Stala och Torp hade tidigare tillhört Orusts östra landsfiskalsdistrikt. När Sveriges nya indelning i landsfiskalsdistrikt trädde i kraft den 1 januari 1952 (enligt kungörelsen 1 juni 1951) ändrades distriktets indelning genom kommunreformen 1952 och fick en minskad yta då kommunerna Friskebäckskil och Grundsund uppgick i storkommunen Skaftö landskommun i Lane landsfiskalsdistrikt. Den 1 januari 1962 sammanslogs kommunerna Myckleby och Tegneby för att bilda den nya kommunen Östra Orusts landskommun, utan att distriktets omfattning ändrades.

### Från 1 oktober 1941
Orusts västra härad:
- Fiskebäckskils landskommun
- Grundsunds landskommun
- Gullholmens landskommun
- Käringöns landskommun
- Mollösunds landskommun
- Morlanda landskommun
- Röra landskommun
- Skaftö landskommun
- Tegneby landskommun

Orusts östra härad:
- Långelanda landskommun
- Myckleby landskommun
- Stala landskommun
- Torps landskommun

### Från 1 januari 1952
- Morlanda landskommun
- Myckleby landskommun
- Tegneby landskommun

### Från 1 januari 1962
- Morlanda landskommun
- Östra Orusts landskommun